# Yunnanilus caohaiensis
Yunnanilus caohaiensis är en fiskart som beskrevs av Linxian Ding 1992. Yunnanilus caohaiensis ingår i släktet Yunnanilus och familjen grönlingsfiskar. Inga underarter finns listade i Catalogue of Life.